# یرکیز ۹۹۰
سیارک ۹۹۰ (به انگلیسی: 990 Yerkes، نامگذاری:1922MZ) نهصد و نودمین سیارک کشف شده‌است که در ۲۳ نوامبر ۱۹۲۲ کشف شد.
قدر مطلق سیارک برابر ۱۱٫۵۰ است.